# Ron Hornaday junior
Ronald Lee Hornaday junior (* 20. Juni 1958 in Palmdale, Kalifornien) ist ein US-amerikanischer Automobilrennfahrer. Er ist der Vater des Rennfahrers Ronnie Hornaday und Sohn des ehemaligen NASCAR-Piloten Ron Hornaday senior. Derzeit fährt er in der NASCAR Camping World Truck Series den Truck mit der Startnummer 33 von Kevin Harvick Incorporated. In den Jahren 1996, 1998, 2007 und 2009 gewann er die Fahrermeisterschaft der Camping World Truck Series.

## Karriere

### Anfänge
Hornaday begann seine Karriere auf Karts und Motorrädern. Nach ein paar Jahren wechselte er zu Stock Cars und fuhr in einer lokalen Rennserie auf dem 0,33 Meilen langen Saugus Speedway. Auf dieser Strecke gewann Hornaday mehrere Meisterschaften. Im Jahre 1992 wurde er Champion in der NASCAR Southwest Series. Zudem wählte man ihn zum Most Popular Driver, dem beliebtesten Fahrer. In der Saison 1993 konnte er erneut die Meisterschaft gewinnen. Hornaday ist der einzige Fahrer, dem es gelang, in zwei aufeinanderfolgenden Jahren in der NASCAR Southwest Series die Meisterschaft zu gewinnen.
Sein Debüt im Winston Cup, dem heutigen Sprint Cup, gab Hornaday im Jahre 1992 im Save Mart 300K. Er fuhr einen Chevrolet mit der Startnummer 92 und beendete das Rennen auf Platz 32. Bis 2000 fuhr Hornaday nie mehr als zwei Rennen pro Saison im Winston Cup. Jedoch gehörte er zu den Fahrern, die 1995 in der neu gegründeten Craftsman Truck Series starteten.

### 1995 bis 2000
In der NASCAR-SuperTruck-Series-Saison 1995 fuhr Hornaday den Chevrolet Silverado mit der Startnummer 16 von Dale Earnhardt, Inc. Er gewann sechsmal, kam zehn Mal in die Top 5 und 14 Mal in die Top 10 bei 20 Rennen. Mit diesen Leistungen konnte Hornaday die Saison auf dem dritten Platz der Gesamtwertung beenden. Auch 1996 fuhr Hornaday in der Truck Series. Er gewann zwar nur vier statt sechs Rennen wie im Vorjahr, kam aber in 23 der 24 Rennen in die Top 10 und wurde somit Meister der Craftsman Truck Series. Die ersten beiden Jahre der Serie waren geprägt von den spannenden Kämpfen zwischen Ron Hornaday junior und Mike Skinner, der jedoch in der Saison 1997 in den Winston Cup wechselte.
Hornaday blieb in der Craftsman Truck Series und gewann in der Saison 1997 gleich siebenmal, wurde jedoch nur Fünfter der Gesamtwertung. In der Saison 1998 reichte es dann wieder zum Titel, was er wohl seiner Beständigkeit zu verdanken hat. Wieder einmal konnte er in fast allen Rennen die Top 10 erreichen. Nachdem er auch 1999 wieder gute Leistungen zeigte und Siebter der Gesamtwertung wurde, gab ihm Dale Earnhardt, Inc. einen Platz in der Busch Series, wo er in der Saison 2000 einen Chevrolet mit der Startnummer 3 pilotieren durfte. Er konnte die hohen Erwartungen erfüllen, gewann zwei Rennen und wurde Fünfter der Gesamtwertung.

### 2000 bis 2004
Dale Earnhardt, Inc. entschied trotz der guten Leistungen das Busch-Series-Team aufzulösen und in den Winston Cup zu verlegen. Hornaday bekam keinen neuen Vertrag und war damit vorübergehend ohne Team. Dennoch fand Hornaday einen Weg in den Winston Cup. A. J. Foyt Enterprises bot ihm an, den Pontiac mit der Startnummer 14 zu fahren, was Hornaday annahm. Die Saison 2001 verlief jedoch eher schwach. Nur einmal, nämlich im UAW-DaimlerChrysler 400 auf dem Las Vegas Motor Speedway, kam er in die Top 10. Nur sechsmal kam er in der Führungsrunde ins Ziel. Er wurde enttäuschender 38. in der Fahrergesamtwertung. 2002 fuhr er nur noch drei Rennen im Winston Cup. Jedoch kehrte er in die Craftsman Truck Series zurück, zumindest für zwei Rennen: das Saisoneröffnungsrennen (Florida Dodge Dealers 250), wo er für Hendrick Motorsports fuhr und Zwölfter wurde, und das Saisonfinale, das Ford 200, welches er gewann.
Das Truck-Series-Team von Hendrick Motorsports wurde kurz darauf geschlossen, jedoch hatte Hornaday noch eine weitere Chance für Hendrick Motorsports zu fahren, als es den verletzten Ricky Hendrick in der Busch Series zu vertreten galt. Er zeigte akzeptable Leistungen und wurde kurz nach dem Ende seiner Vertretungseinsätze bei Hendrick Motorsports als Vollzeitfahrer bei Carroll Racing eingesetzt, wo er Lyndon Amick ersetzte. Einmal brachte er den Wagen von Carroll Racing auf die Poleposition. Fünfmal kam er in der Saison in die Top 5 und achtmal in die Top 10. Obwohl er nicht alle Rennen fuhr, konnte Hornaday die Saison auf dem 18. Platz der Gesamtwertung beenden.
In der Saison 2003 unterschrieb Hornaday einen Vertrag bei Richard Childress Racing, der ihm die Möglichkeit gab, den ACDelco-Chevrolet mit der Startnummer 2 zu fahren. Bis Ende 2004 blieb er bei Richard Childress Racing, dann wurde er durch Clint Bowyer ersetzt. Er gewann jeweils einmal in den beiden Jahren, die er für Richard Childress in der Busch Series fuhr. 2003 wurde er Dritter und 2004 Vierter in der Gesamtwertung.

### Seit 2005

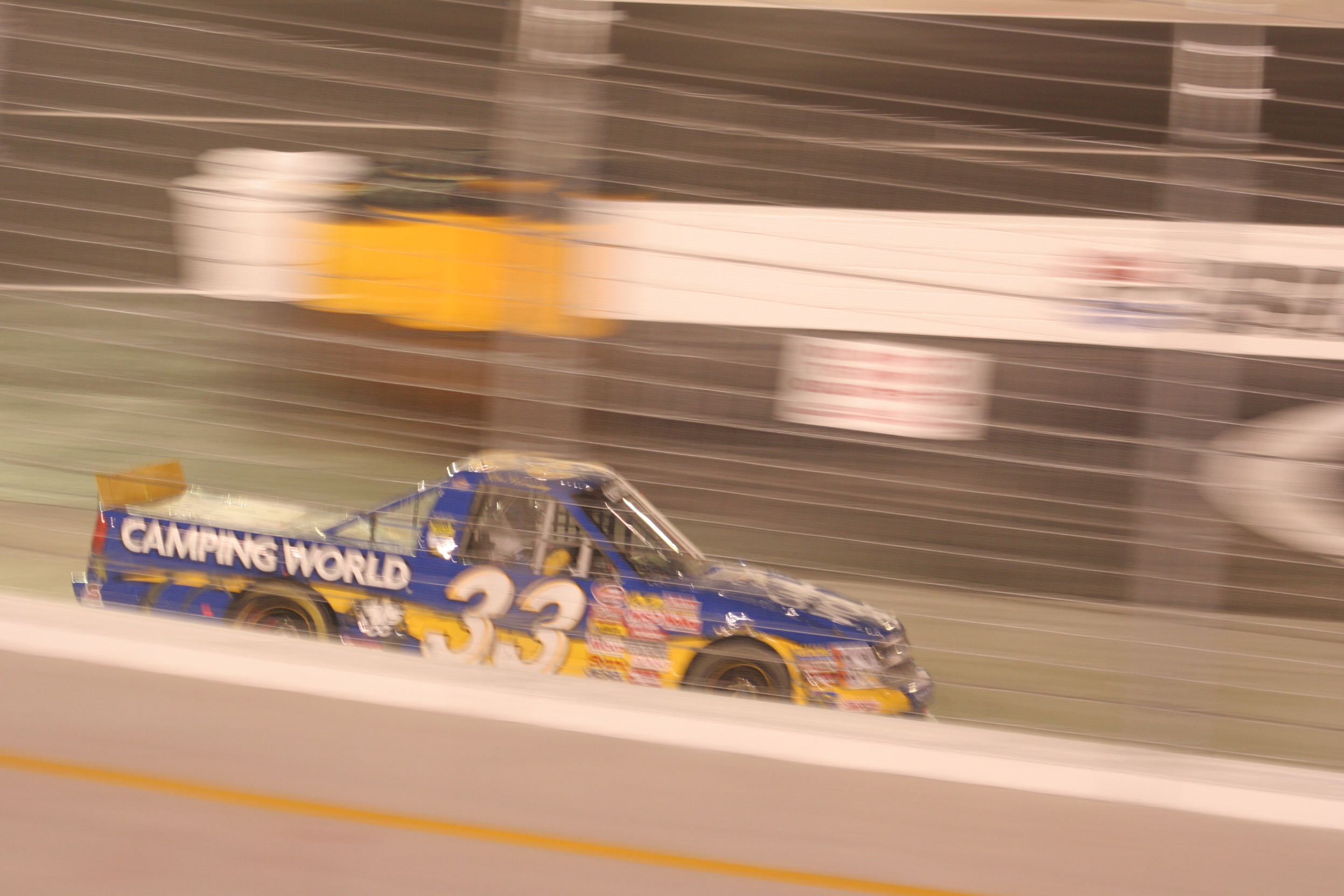
Craftsman-Truck-Series-Fahrzeug aus dem Jahr 2007 mit der #33

Sein ehemaliger Teamkollege Kevin Harvick gab Hornaday die Chance in seinen Craftsman-Truck-Series-Team zu fahren. Bereits im dritten Rennen, dem World Financial Group 200 gewann Hornaday. 13 Top-10-Platzierungen führten zu Rang vier in der Gesamtwertung. Er gewann den Most Popular Driver Award. In der NASCAR-Craftsman-Truck-Series-Saison 2006 gewann er zweimal, kam jedoch nur noch zwölfmal in die Top 10 und wurde Siebter der Fahrergesamtwertung.
In der NASCAR-Craftsman-Truck-Series-Saison 2007 fand er zu seiner alten Kontinuität zurück und wieder einmal wurde es zu einem Kampf um die Meisterschaft mit Mike Skinner. Zur Mitte der Saison kam Hornaday immer näher an Skinner heran. Ende der Saison hatten Skinner und Hornaday junior häufiger Pech, sodass die Punkteführung häufig wechselte. Vor dem letzten Saisonrennen, dem Ford 200, hatte Skinner 29 Punkte Vorsprung auf Hornaday. Im Rennen hatte Skinner mit Reifenproblemen zu kämpfen. Dadurch kam er mit elf Runden Rückstand als 35. ins Ziel und verlor im letzten Rennen der Saison die Führung in der Meisterschaft an Ron Hornaday, der zum dritten Mal Craftsman-Truck-Series-Champion wurde.
2009 gewann Hornaday zum vierten Mal den Titel und ist damit der erfolgreichste Fahrer der Truck-Serie, zudem wurde er im Alter von 51 Jahren ältester NASCAR-Champion und brach den Rekord von Ted Musgrave (ebenfalls in der Truck-Serie). Lange Zeit hielt er ebenfalls den Rekord der meisten Truck Series-Siege, wurde inzwischen jedoch von Kyle Busch überholt, der allerdings nie den Titel gewinnen konnte.
Seinen letzten Sieg holte Hornaday 2011 im Alter von 53 Jahren und ist damit der drittälteste Truck-Series-Sieger nach Jimmy Hensley und Joe Ruttman sowie der viertälteste NASCAR-Rennsieger allgemein nach Harry Gant, Hensley, Ruttman und Dick Trickle.
2014 lag Hornaday zwischenzeitlich nach 13 Saisonrennen an vierter Stelle, jedoch trennte sich das Team kurz darauf von ihm.